# Parantica flora
Parantica flora är en fjärilsart som beskrevs av Morishita 1981. Parantica flora ingår i släktet Parantica och familjen praktfjärilar. Inga underarter finns listade i Catalogue of Life.